# École nationale de chimie physique et biologie de Paris
Pour les articles homonymes, voir Lycée Pierre-Gilles-de-Gennes.
L’École nationale de chimie physique et biologie de Paris (ENCPB), rebaptisée en 2009 « ENCPB – lycée Pierre-Gilles-de-Gennes » en hommage au physicien Pierre-Gilles de Gennes mort en 2007, est un établissement public d’enseignement secondaire et supérieur spécialisé dans les formations techniques scientifiques et les classes préparatoires aux grandes écoles (CPGE). Elle est située au 11 rue Pirandello dans le 13e arrondissement de Paris.

## Histoire et formations

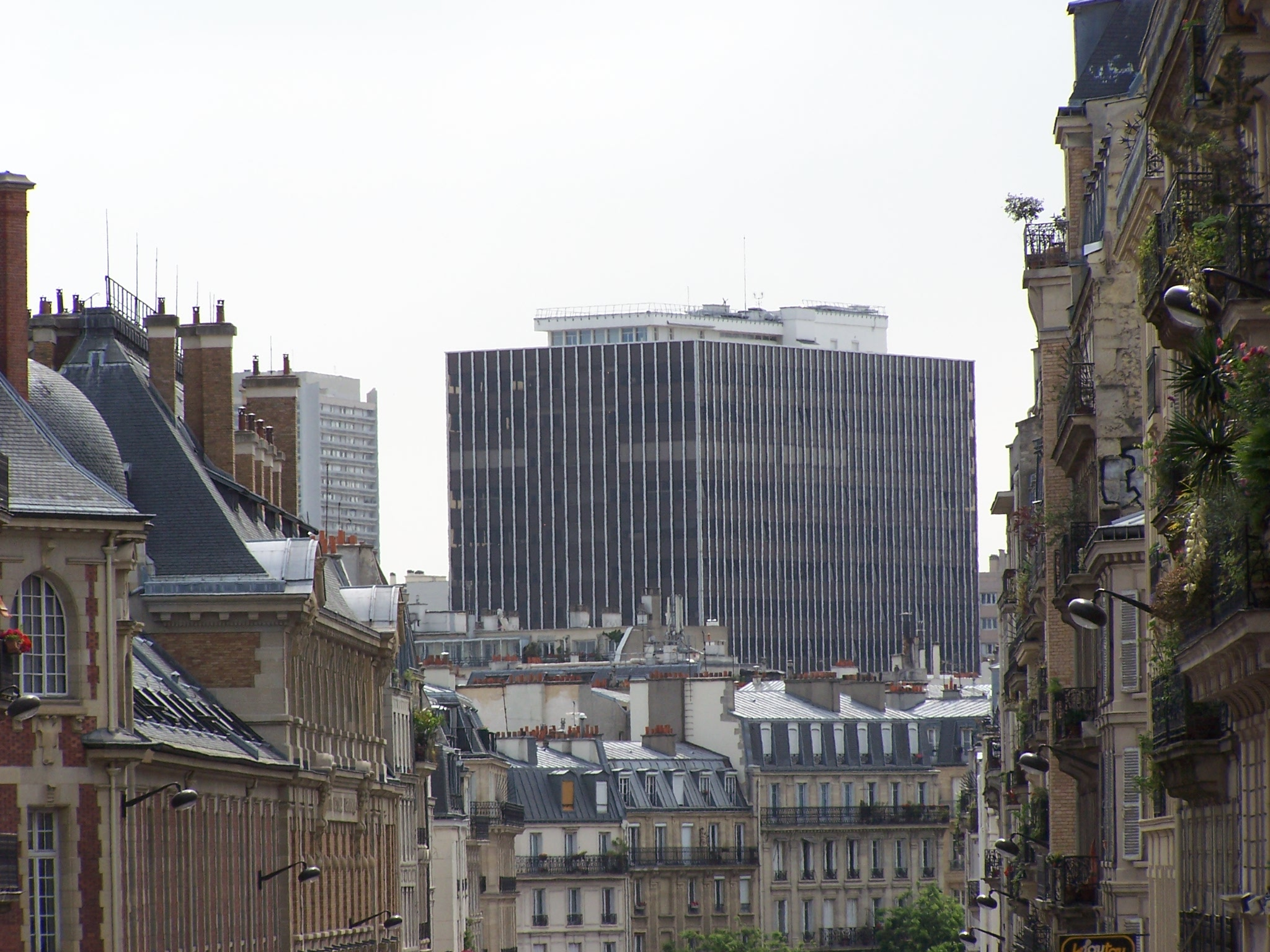
Vue distante du bâtiment principal depuis la rue Claude-Bernard.

Avec la volonté de réaliser un établissement public de formation de laborantins au niveau baccalauréat et de techniciens supérieurs, dans les métiers scientifiques en pleine expansion durant l'après-guerre, l'État crée en 1953 l'ENCPB. L'école accueille ses premiers cinquante étudiants en 1955 dans ses locaux d'alors rue Corvisart dans le 13e arrondissement de Paris. Un premier transfert de l'école se fait rue du Banquier en 1958. De 1961 à 1971, l'ENCPB agrège de nombreuses institutions de formation de techniciens, telles que l'Institut d'Arsonval (8, rue Rollin à Paris 5e), le centre de recherche de la société L'Oréal (avenue Gabriel-Péri à La Courneuve) et une école de Dijon.
Avec la construction de 1970 à 1973 des nouveaux locaux rue Pirandello sur l'ancien site des usines automobiles Delahaye (1898-1954), l'ENCPB diversifie ses formations avec la création de classes préparatoires aux grandes écoles dans les sections MP, PC, BCPST et TB.

### Classement du lycée
En 2016, le lycée se classe 81e sur 110 au niveau départemental quant à la qualité d'enseignement, et 1205e au niveau national. Le classement s'établit sur trois critères : le taux de réussite au bac, la proportion d'élèves de première qui obtient le baccalauréat en ayant fait les deux dernières années de leur scolarité dans l'établissement, et la valeur ajoutée (calculée à partir de l'origine sociale des élèves, de leur âge et de leurs résultats au diplôme national du brevet).

### Formations
En 1984, l'ENCPB s'adapte à la réforme de l'enseignement supérieur technique qui propose désormais un diplôme national de Brevet de technicien supérieur (BTS), en créant et diversifiant des sections de :
- chimie ;
- physique ;
- analyses de biologie médicale (ancien BTS Analyses biologiques) ;
- bioanalyse et contrôle (ancien BTS Biochimie avant 2005) ;
- biotechnologie ;
- qualité dans les industries alimentaires et les bio - industries ;
- métiers de l'eau.

Mais définit également des baccalauréats technologiques (aujourd'hui dénommés) :
- STL physique ;
- STL chimie ;
- STL contrôle régulation ;
- STL biochimie et génie biologique.

Ainsi que des sections de post-BTS de 1984 à 2007, qui deviendront les « licences professionnelles » :
- génomique fonctionnelle ;
- instrumentation et maintenance biomédicales ;
- hygiène hospitalière (formant des biohygiénistes) ;
- double compétence chimie régulation ;
- synthèse organique ;
- formulation ;
- imagerie médicale et radiologie thérapeutique s'y est ajouté aux BTS existants avant de devenir, en 2012, avec la réforme de formations de santé, un diplôme à bac+3.

L'ENCPB développe des partenariats avec l'École normale supérieure de Cachan et l'université Paris VII permettant aux meilleurs étudiants d'intégrer ensuite ces institutions, mais également avec un centre de formation des professeurs techniques du Royaume du Maroc en génie chimique. L'ENCPB participe activement à divers programmes européens (Erasmus, Comett...).
Après le décès en 2007 du physicien Pierre-Gilles de Gennes, lauréat du prix Nobel, l’ENCPB est renommée « lycée Pierre-Gilles-de-Gennes - ENCPB » en hommage, et devient lycée général et technologique avec le développement de la filière générale S (SVT et SI) parallèlement à la filière technologique de laboratoire.

## Répartition des effectifs
À ce jour l'ENCPB accueille 1 920 élèves répartis dans quatre cycles d'études:
- 31 % en baccalauréats scientifiques généraux ou technologiques ;
- 20 % en classes préparatoires aux grandes écoles ;
- 45 % en BTS ;
- 4 % en post-BTS.

## Lieux de tournage de productions audiovisuelles
Lors de la construction du nouveau bâtiment de l'ENCPB, l'équipe de tournage du film Juliette et Juliette (sorti en 1974) s'était installée sur le site du chantier. Celui-ci avait en effet la particularité d'être situé à la proximité immédiate de deux cafés, placés face à face et qui faisaient chacun l'angle d'un pâté de maisons. Cette configuration correspondait exactement aux besoins du film (un des cafés étant transformé en restaurant durant le tournage).
Plus récemment, l'entrée de l'ENCPB a été utilisée comme décor du film Caché (2005) de Michael Haneke, notamment pour la scène finale, durant le générique, qui donne la clé de compréhension de l'ensemble du film. En 2010, l'école a été utilisée comme lieu de tournage de scènes du téléfilm Obsessions de Frédéric Tellier dans lequel ses laboratoires font figure de « Laboratoire de la police scientifique ».
Les laboratoires de biologie ont aussi été utilisés pour une scène de l'émission C à Vous dans la chronique « Les Actualités de Bertrand Chameroy ».

## Anciens élèves
- Didier Baichère[réf. souhaitée]

## Accès
L'ENCPB est desservie par les lignes de métro 5 à la station Campo-Formio et 7 à la station Les Gobelins.